# Halima IV
 (janvier 2025).
Halima IV, également appelée Alimah IV est une sultane souveraine et règne sur le sultanat d'Anjouan à Nzwani dans les îles Comores des années 1788 à 1792.
Halima est la fille du prince Mohamed (décédé en 1787), fils et héritier désigné du sultan Abdallah Ier. Son père meurt lorsque son grand-père est absent lors de son pèlerinage à La Mecque. À son retour, il est attristé par la nouvelle de la mort de son fils et confie à sa petite-fille, la princesse Halimah, un poste important.
En 1788, Abdallah Ier abdique en faveur de sa petite-fille, connue sous le nom de Halimah IV. Anjouan est une île impliquée dans la traite négrière dans l'océan Indien avec les Arabes et les Européens. Alors que la principale religion sur l'île est l'islam, elle reste modérément pratiqué, les femmes ne vivent pas isolées dans des harems et trois femmes ont déjà régnés. Elle dirigee l'île pendant quatre ans.
En 1792, son grand-père redevient sultan.